# Diamantes como inversión

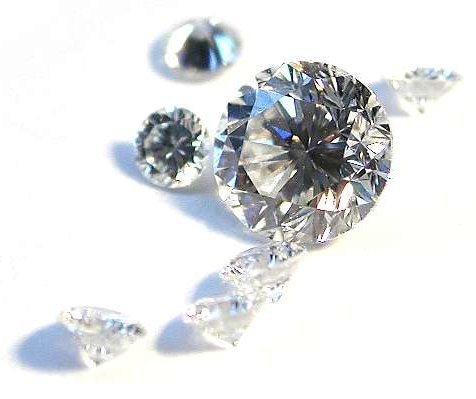
Diamantes con talla brillante

Los diamantes como inversión son uno de los productos tradicionales de los mercados financieros. Sin embargo, esta posición se está viendo alterada por la aparición de los diamantes cultivados en laboratorio producidos en masa, químicamente idénticos a los diamantes extraídos de forma natural, que están revolucionando el mercado tradicional de diamantes al ofrecer piezas mucho más baratas que nunca, perjudicando a las empresas que antes dominaban la industria y disminuyendo el atractivo de la piedra como inversión que se revaloriza. Una sola máquina puede generar un diamante de tres quilates en siete días, que luego se vende por tan solo el siete por ciento del precio equivalente de una piedra natural. De Beers, cuyos ingresos se redujeron a la mitad en tan solo dos años (de 2022 a 2024), se puso a la venta, y contaba en inventario con piedras sin vender por un valor estimado de 2000 millones de dólares.
Los diamantes eran prácticamente inaccesibles para los inversores hasta la reciente llegada de las materias primas reguladas, debido a la falta de transparencia de los precios de mercado. Las características de cada diamante, especialmente su peso, color y claridad, tienen un impacto significativo en su valor, pero las transacciones siempre fueron privadas. Con la materia prima estandarizada como activo subyacente, se han anunciado varias operaciones de mercado sobre este instrumento financiero.
Para 2025, los precios de los diamantes habían caído significativamente y se esperaba que siguieran bajando.

## Precios de mercado

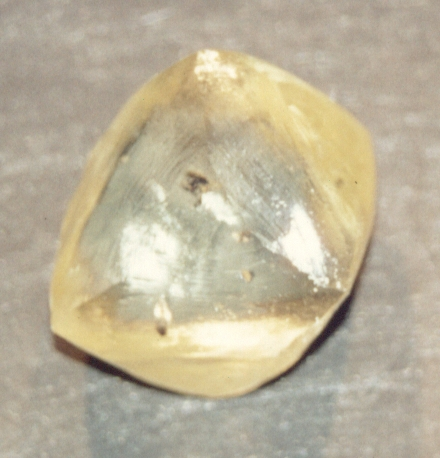
Un diamante sin cortar, que no muestra las apreciadas propiedades ópticas de las versiones cortadas y pulidas.

Los precios de los diamantes se ven influidos por las tendencias globales. Los mercados más grandes son EE. UU. (aproximadamente la mitad), China e India. A 2017 Los diamantes más grandes se han revalorizado más que los más pequeños desde 2008.
A principios de 2025, los precios de los diamantes habían caído significativamente desde su máximo en 2022, y los precios de las gemas naturales en tiendas cayeron un 26 % a principios de 2025. El precio de los diamantes cultivados en laboratorio había caído un 74 % desde 2020. Se esperaba que los precios siguieran bajando. De Beers había comenzado 2024 con 2000 millones de dólares en diamantes, que no había vendido a finales de año. La empresa redujo la producción en un 20 % y su propietario, la compañía Anglo American, buscaba venderla. Las causas del continuo declive se sugirieron como una menor demanda en China, la economía global en general y la disminución de matrimonios. Sin embargo, se consideró que el mayor cambio fue la mejora en la velocidad del crecimiento de los diamantes producidos en laboratorio, que pasó de semanas (y miles de millones de años en el caso de las piedras naturales) a horas. El historiador de la joyería Jack Ogden afirmó: «Es un mercado muy artificial. Son muy valiosos porque la gente quiere pagar por ellos. Y la gente quiere pagar por ellos porque son muy valiosos», pero este ciclo autosostenible podría no mantenerse siempre.

### Variabilidad y fluctuaciones
Los precios de los diamantes pulidos varían ampliamente según sus características de carats (peso en quilates), color, claridad y corte del diamante, a veces denominadas las 4 C. A diferencia de los metales preciosos, no existe un precio mundial universal por gramo para los diamantes, y la industria consulta las guías de precios.
Históricamente, los precios de los diamantes en bruto se han visto afectados por el control de la oferta por parte de las compañías mineras, en particular De Beers. Sin embargo, tras el desmantelamiento del cártel De Beers en 2001, la industria está ahora más fragmentada, lo que resulta en un mayor porcentaje de ventas de diamantes que se realizan en subastas y otras formas de venta en el mercado abierto.

## Viabilidad financiera

### Diamantes sintéticos
Desde la década de 1950, las técnicas permiten producir diamantes con calidad de gema, de prácticamente cualquier composición química deseada, en tamaños de hasta aproximadamente 1 cm.  Aunque algunos fabricantes etiquetan sus diamantes sintéticos con números de serie, no hay garantía de que un diamante en particular no sea artificial, aunque a veces una composición química artificial o un patrón de defectos puede sugerir que un diamante es sintético. Es mucho más económico producir diamantes mediante síntesis artificial que extraerlos de las minas, aunque el costo sigue siendo significativo. Los diamantes cultivados en laboratorio pueden distinguirse de los naturales mediante el uso de equipos técnicos avanzados, aunque es difícil o imposible distinguirlos mediante un examen visual.

### Diamantes tallados
Existen varios factores que contribuyen a la baja liquidez de los diamantes. Uno de los principales es la falta de mercado terminal. La mayoría de las materias primas cuentan con mercados terminales y algún tipo de bolsa, cámara de compensación e instalaciones de almacenamiento central. Hasta hace poco, esto no existía para los diamantes, que también están sujetos al impuesto al valor agregado en el Reino Unido y en la UE, y a tasas de venta en la mayoría de los demás países desarrollados, lo que reduce su eficacia como medio de inversión. Si bien la mayoría de los diamantes se venden en tiendas minoristas con un alto margen de beneficio, los diamantes de inversión suelen venderse en subastas o de forma privada.
Los diamantes de mayor tamaño son raros y su precio depende de sus características individuales. La moda y el marketing también pueden causar fluctuaciones en los precios. Esto dificulta el establecimiento de un sistema de precios uniforme y fácil de entender. Martin Rapaport elabora el Rapaport Diamond Report, que lista los precios de los diamantes pulidos. Suscribirse al Informe de Diamantes de Rapaport es relativamente caro y, por lo tanto, no está fácilmente disponible para consumidores e inversores. Cada semana, se publican matrices de precios de diamantes para diversas formas de diamantes de talla brillante, por color y claridad dentro de las bandas de tamaño. La matriz de precios solo para las tallas brillante superan las 1400 entradas, e incluso esto se logra únicamente agrupando algunas calidades. Se observan variaciones considerables de precio cerca de los límites de las bandas de tallas, por lo que una piedra de 0,49 quilates (98,0 mg) puede tener un precio de 5500 dólares por quilate (2695 dólares), mientras que una piedra de 0,5 quilates (100 mg) de calidad similar tiene un precio de 7500 dólares por quilate (3750 dólares). Las piedras cercanas a la parte superior de una banda de tallas (o variedades más raras de colores de fantasía) tienden a tener un precio ligeramente superior. Algunos de estos aumentos de precio están relacionados con el marketing y las expectativas del consumidor.
Existen numerosos laboratorios de clasificación de diamantes, cada uno de los cuales ofrece a inversores, consumidores y comerciantes servicios similares de clasificación y verificación de diamantes, incluyendo el Gemological Institute of America (GIA) y el CIBJO (Confédération Internationale de la Bijouterie, Joaillerie et Orfèvrerie), también conocido como la Confederación Mundial de Joyería. Si se cuestionan los estándares establecidos por estas organizaciones, las consecuencias se sentirán en toda la industria del diamante. En 2005, el GIA fue demandado por un comerciante que había suministrado diamantes a la familia real saudí tras cuestionarse la exactitud de los certificados emitidos por el GIA. Como resultado de una investigación posterior, cuatro empleados del GIA fueron despedidos por incumplimiento de los códigos éticos del GIA. El GIA también afirma haber modificado algunos de sus procedimientos para evitar que se repitan estos incidentes.
La fijación de precios no lineal de los diferentes tamaños (pesos) de diamantes implica que no es realista intercambiar, por ejemplo, dos piezas de un cuarto de quilate (50 mg) por una pieza de medio quilate (100 mg). Con materias primas como el oro, es evidente que un lingote de 20 gramos vale lo mismo que dos de 10 gramos, suponiendo la misma pureza. En la mayoría de los mercados terminales, es necesario que exista una calidad estándar fácilmente disponible, o un número limitado de calidades, en cantidad suficiente para su comercialización. Este es un factor importante que afecta la liquidez. Las numerosas variables en la calidad de los diamantes dificultan la fijación de precios similares a los de las materias primas, especialmente con piedras más raras que requieren un manejo especial en comparación con los diamantes estándar.
El parámetro de inversión de los diamantes es su alto valor por unidad de peso, lo que facilita su almacenamiento y transporte. Un diamante de alta calidad con un peso de tan solo 2 o 3 gramos podría valer como unos 100 kilos de oro. Este valor extremadamente condensado y su portabilidad convierten a los diamantes en una forma de financiación de emergencia. Las personas y poblaciones desplazadas por guerras o catástrofes extremas han utilizado este activo portátil con éxito.
En 2009, DODAQ lanzó una bolsa para negociar categorías de diamantes pulidos. La bolsa DODAQ está concebida como un mercado terminal para diamantes redondos, pulidos y certificados (la parte más líquida del mercado) y alberga su instalación de almacenamiento centralizada en una zona franca. La bolsa busca superar las barreras tradicionales de inversión, como el impuesto sobre las ventas y la baja liquidez en el mercado de reventa.
En 2012, DODAQ nv y el Centro Mundial de Diamantes de Amberes unieron fuerzas para crear DIAMDAX. Es la primera bolsa de diamantes en línea que informa del precio real de las transacciones. La bolsa ofrece a sus usuarios una plataforma de negociación totalmente automatizada y actúa como contraparte tanto del comprador como del vendedor, ofreciendo anonimato a sus usuarios.
Los diamantes raros de colores fantasía, como los amarillos, rosas, azules y verdes, han demostrado ser una inversión segura durante los cinco años anteriores a 2012. Esto se basa en los principios de la oferta y la demanda, así como en la entrada de nuevas economías al mercado. Rio Tinto ha anunciado su intención de cerrar la mina de Argyle en Australia Occidental entre 2016 y 2018, lo que afectará la disminución de la oferta.
En su Informe Global sobre Diamantes 2014, Bain & Co. informa que la demanda de diamantes de inversión representa menos del 5 % del valor total de los diamantes pulidos. También informa que los precios de los diamantes se han beneficiado tener una volatilidad en su precio 1,6 veces más baja que el oro. Las características de los diamantes pulidos de grado de inversión son el color más alto (D, E, F) y la claridad (IF, VVS1, VVS2), pesos que van de 1 a 10 quilates, clasificación triple EX (corte excelente, pulido excelente, simetría excelente) y ausencia de fluorescencia.

### Diamantes Polki (sin tallar)

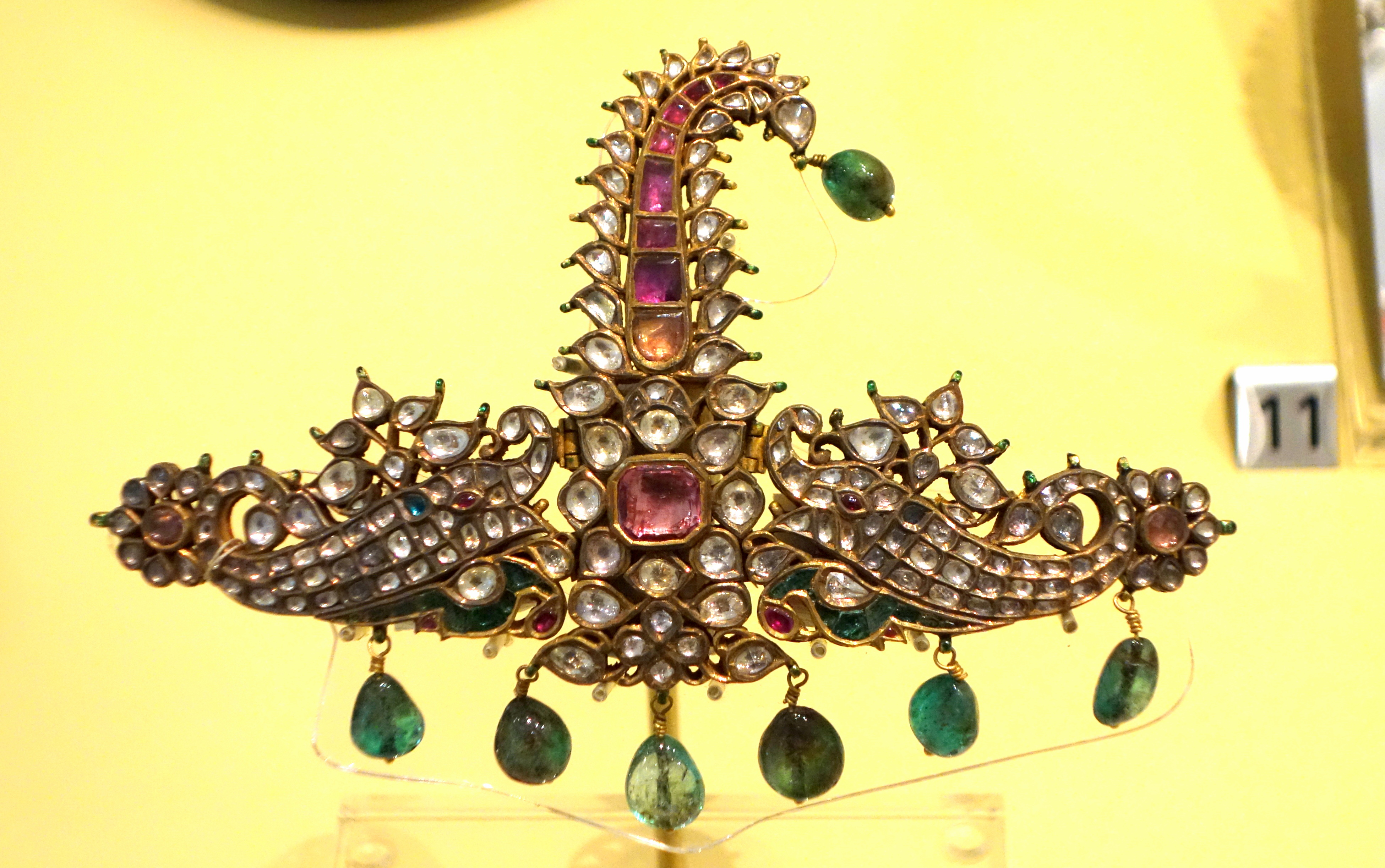
Sarpech (ornamento de un turbante), procedente de la India, posiblemente del Rajasthan, período mogol, siglo XVIII. Oro, diamantes sin tallar, rubíes, esmeraldas y esmalte (Museo Real de Ontario)

La joyería antigua de diamantes en la India, especialmente la del período mogol, utilizaba diamantes sin tallar. La joyería de estilo mogol se ha popularizado en la India, utilizando diamantes sin tallar denominados "Polki" (que originalmente se refería a un estilo de hendido de diamantes). Los diamantes utilizados en la joyería polki moderna son de baja calidad y no ofrecen un gran valor de inversión, a pesar de que la joyería polki puede ser costosa. Los diamantes están respaldados por una lámina de plata para permitir que la luz se refleje. La joyería Kundan en la India utiliza el mismo estilo, pero utiliza vidrio en lugar de diamantes.

### Fondos
En junio de 2012, Finanz Konzept AG lanzó el primer fondo mundial de diamantes físicos de gestión activa, que invierte en diamantes naturales físicos pulidos y diamantes de color.
En noviembre de 2012, PureFunds lanzó una plataforma de intercambio de fondos cotizados en la Bolsa de Valores de Nueva York, que invierte en empresas dedicadas a la industria del diamante, en lugar de invertir en diamantes físicos. El fondo cesó sus operaciones el 23 de enero de 2014.

### Empresas mineras
Las empresas mineras producen y venden diamantes en bruto. Dado el elevado coste de operar una mina de diamantes, muchas empresas mineras cotizan en bolsa o son propiedad de gobiernos. La mayor empresa de diamantes del mundo es Alrosa, que superó a De Beers en producción de quilates en 2008. De Beers es propiedad privada de la compañía Anglo American (85%) y del gobierno de Botsuana (15%), por lo que sus acciones no se negocian en el mercado de valores. La familia Oppenheimer había poseído previamente una participación del 40% en De Beers, pero esta fue vendida a Anglo American en 2011. Rio Tinto y BHP son los siguientes productores más grandes, pero la minería de diamantes es una pequeña parte de su cartera de productos básicos.

## Diamantes reciclados
Los diamantes, debido a su dureza, son una de las pocas gemas que tienen un mercado de piezas recicladas. Los diamantes reciclados son diamantes que han sido pulidos y engastados en joyería, luego extraídos y posiblemente vueltos a tallar antes de su venta a la industria diamantífera. Este sector representa entre el 5% y el 10% de la oferta del mercado. Muchos joyeros suelen ofrecer la recompra de diamantes con un descuento del 15% al 20% sobre su precio de venta.
Ya sea para liberar capital para reinvertir en acciones con mayor liquidez o para generar un mayor margen en la recompra de joyas con diamantes, la recompra de diamantes forma parte de una estrategia continua para muchos miembros de la industria joyera. En 2012, Tacy Ltd. declaró que esperaba reintroducir en el mercado diamantes reciclados por valor de 1000 millones de dólares. En 2013, su estimación fue de 1200 millones de dólares.

### El mercado
Los diamantes de cierto tamaño, generalmente de medio quilate o superior, se comercializan y procesan individualmente en la industria. Cada uno tiene atributos únicos y un mercado único correspondiente. Los diamantes de este tamaño, reciclados o no, tienen un precio de mercado similar. Es imposible distinguir entre un diamante reciclado de un quilate (siempre que no presente daños) y un diamante de un quilate recién extraído con las mismas características, y el mercado no los distingue.
Los diamantes de menor tamaño se comercializan en lotes de piedras similares, llamados "melee", que proviene de la palabra francesa que significa "mezcla". Generalmente, se utilizan diamantes aptos para joyería con un tamaño, corte, forma, color y claridad exactamente similares. De lo contrario, las piedras no coincidirían y la pieza no se vendería. Los diamantes pequeños reciclados reciben un trato diferente al de las piedras grandes individuales. Un solo diamante pequeño tiene un valor limitado por sí solo. Solo es útil si se puede combinar con otros diamantes similares, reensamblarlos para crear joyas y venderlo a un cliente, creando así valor. Los diamantes pequeños reciclados deben clasificarse, modificarse su talla y revenderse a los fabricantes en grandes lotes para que puedan elegir las piedras compatibles para engarzarlas en joyas.